# Leksands-Noret

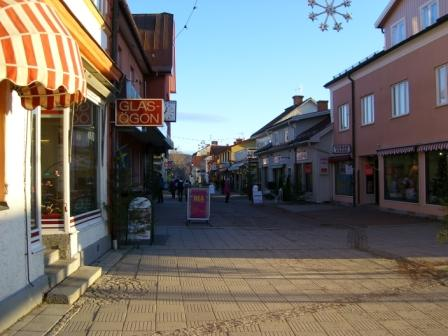
Norsgatan, Leksands-Noret

Noret eller Leksands-Noret kallas den del av tätorten Leksand i Dalarna som utgör dess centrum. På Noret befinner sig kommunens kommersiella centrum, gymnasiet, kulturhuset och kommunhuset med mera.

## Historia
Byns namn kommer av det nor vid Österdalälvens utlopp ur Österviken där byn var belägen. Noret omfattade på 1540-talet 6 nomati, och var då en ganska liten by. Ännu 1668 omfattar byn endast 8 nomati. Bebyggelsen låg huvudsakligen efter dagens Norsgata från platsen för flottbron, delvis längre öster än dagens bebyggelse, ett antal gårdar i östra delen av byn förstördes vid branden 1902 och återuppfördes aldrig på den platsen. 1914 drogs järnvägen fram över den delen av bytomten. Under 1800-talet växte Norets by, och bebyggelse tillkom efter Hantverkargatan och Fiskgatan samt Nygatan, och började så smått närma sig kyrkudden där prästgård och kyrkvall efter gammalt legat. Vid kyrkudden fanns även sedan 1600-talet ett gästgiveri. Senare tillkom även skola och tingshus. Ännu syns fortfarande en gräns mellan kyrkudden och Norets by vid Prästgårdsgärdet, där nu Leksands hembygdsgårdar (ditflyttade 1963) ligger. Under 1800-talet tillkom även en byklunga vid Hagbacken. Vid sekelskiftet 1900 började bebyggelsen att sprida sig ytterligare utanför byområdet bort mot Käringberget.
Byn Noret är belägen i Leksands socken och ingick efter kommunreformen 1862 i Leksands landskommun. I denna inrättades 11 november 1904 Leksands-Norets municipalsamhälle som sedan upplöstes 31 december 1966.